# Berliet Type L
Le Berliet Type L est un utilitaire léger fabriqué et commercialisé par le constructeur français Berliet entre 1907 et 1909.
C'est le premier camion fabriqué par la marque Berliet. Le Type L sera suivi peu après par le Type M qui a servi à l'Armée française lors de la Première Guerre mondiale où il a joué un rôle sur le Chemin des Dames en acheminant hommes, aliments, armes et munitions jusqu'au front de la bataille de Verdun.
Le Type M a été rapidement remplacé durant guerre par le CBA livré en 1913.

## Historique

### Lancement
Le Type L   a été conçu par Marius Berliet, produit à partir de 1907 et fabriqué dans l'usine de Monplaisir. Il a été réceptionné par le Service des Mines le 11 octobre 1907.
Pour son lancement, Berliet veut démontrer les capacités de son camion et frappe à la porte des minotiers de la région lyonnaise. Les sacs de blé ou de farine sont l'exemple parfait de chargements compacts et lourds que peut transporter le Type L. Berliet engage aussi le Type L à la course de côte de Limonest qu'il remporte, dans sa catégorie, en vitesse et rendement.

## Caractéristiques
Le Berliet Type L est  le seul camion de l'époque, avec le Type M, à avoir un poste de conduite avancé. Le moteur est placé sous le poste de conduite, disposé sur l'essieu avant. Tous les camions de l'époque avaient une cabine reculée, le moteur étant juste devant le conducteur.

### Chaîne cinématique

#### Moteur
Le Type L n'a eu qu'une seule motorisation. Il est équipé d'un moteur à quatre cylindres en ligne coulés par paire.

#### Boite de vitesses
Le Type L est équipé d'une boite de vitesses manuelle à trois rapports. Le premier rapport sert à "décoller" le véhicule. 

#### Transmission
La transmission est entraînée à l'arrière par chaîne (à axes rivés ou en option goupillés) sur un différentiel qui est équipé de roues jumelées. Ce type de transmission, très archaïque, est simple et solide, et peut facilement être réparé. La transmission à cardans, peu utilisée à l'époque car il fallait payer les droits de licence à l'ingénieur italien qui l'a inventée, est encore peu utilisée sur les camions dont les démarrages sont trop souvent brutaux, comme le Type M.

### Mécanique
Le véhicule ne dispose pas de système de freinage sur les roues avant. Il possède deux freins à mâchoires situées sur la face interne des roues arrière et un frein sur l'arbre en sortie de différentiel. Ce dernier, actionné au pied, sert pour les ralentissements ou le freinage de courte durée ; pour le freinage « de fatigue » ou d'urgence, le conducteur doit actionner les freins sur roues à l'aide d'un levier manuel.
Niveau suspension, le Type L est muni de ressort à lames sur les deux essieux.

### Châssis et carrosserie
Le Type L comprend une cabine ouverte qui peut être recouverte d'une bâche en toile. La carrosserie est fixe en bois, typique des véhicules de l'époque. Il dispose d'une charge utile allant de 3 000 à 5 000 kg, selon le nombre de dents des couronnes des roues motrices et est monté avec quatre roues simples à bandage en caoutchouc plein.